# Microwave
I Microwave sono un gruppo musicale statunitense formatosi nel 2012 ad Atlanta, Georgia.

## Formazione

### Formazione attuale
- Nathan Hardy – voce, chitarra
- Tyler Hill – basso
- Timothy Pittard – batteria

### Ex componenti
- Wesley Swanson – chitarra

## Discografia

### Album in studio
- 2014 – Stovall
- 2016 – Much Love
- 2019 – Death Is a Warm Blanket
- 2024 – Let’s Start Degeneracy

### EP
- 2013 – Nowhere Feels Like Home
- 2013 – Swine Driver
- 2013 – When the Fever Breaks
- 2015 – Microwave/Heat North (split con gli Head North)
- 2018 – keeping up

### Singoli
- 2019 – Carry
- 2019 – DIAWB
- 2019 – Float to the Top
- 2022 – Circling the Drain
- 2022 – Straw Hat
- 2023 – Ferrari
- 2024 – Bored of Being Sad